# Polittico di Olera
Il Polittico di Olera è formato da dipinti a olio su tavola di Cima da Conegliano, giunto a Olera appena dopo il 1495 e conservato presso chiesa di San Bartolomeo parrocchiale di Olera, dedicata a san Bartolomeo apostolo.

## Descrizione e attribuzione
L'opera è composta da nove pannelli disposti su tre ordini intorno alla nicchia contenente la statua lignea raffigurante san Bartolomeo, patrono della parrocchia.
Il pannello centrale rappresenta la Madonna col Bambino. I due pannelli laterali a sinistra raffigurano  santa Caterina e san Girolamo, mentre a destra san Francesco e santa Lucia. I pannelli inferiori, a figura intera, rappresentano san Sebastiano e san Pietro a sinistra, san Giovanni Battista e san Rocco a destra.
Fu elencato nella visita pastorale di Vittore Soranzo del 10 ottobre 1547 come "singula icona pulcra", mentre san Carlo Borromeo la elenca come icona magnam inajuratam et ornatam. La distruzione dell'archivio parrocchiale del 1630 non permette di avere documenti relativi alla sua commissione, ma la statua centrale raffigurante san Bartolomeo la indica commissionata per una chiesa al santo intitolata, seppur non il suo autore.
Nel 1820 Giovanni Maironi da Ponte attribuì l'opera al Vivarini descrivendolo come: ancona nell'altare maggiore composta di otto pezzi dipinti su legno, si susseguirono poi differenti attribuzioni, sempre poco attendibili. Fu una commissione di esperti in d'arte dell'Accademia Carrara verso la fine del XIX secolo a studiare il polittico e ad attribuire definitivamente a Cima da Conegliano la realizzazione dell'opera. Diversi studi portano ad avvicinare alcune parti del dipinti a Bellini, in particolare il Bambino sarebbe affine a quello presente nel trittico della basilica di Santa Maria dei Frari, parti che si avvicinano nel pannello di san Giovanni Battista al Bellini e al Vivarini in quello di san Francesco. 
Il polittico fu eseguito quindi sicuramente dopo il periodo veneziano dell'artista, dopo la Madonna col Bambino in trono tra i santi Giacomo apostolo e Girolamo di Vicenza. La sua esecuzione a tempera lo collocherebbe nelle opere giovanili dell'artista.
Il polittico fu restaurato da Angelo Gritti nel 1958.

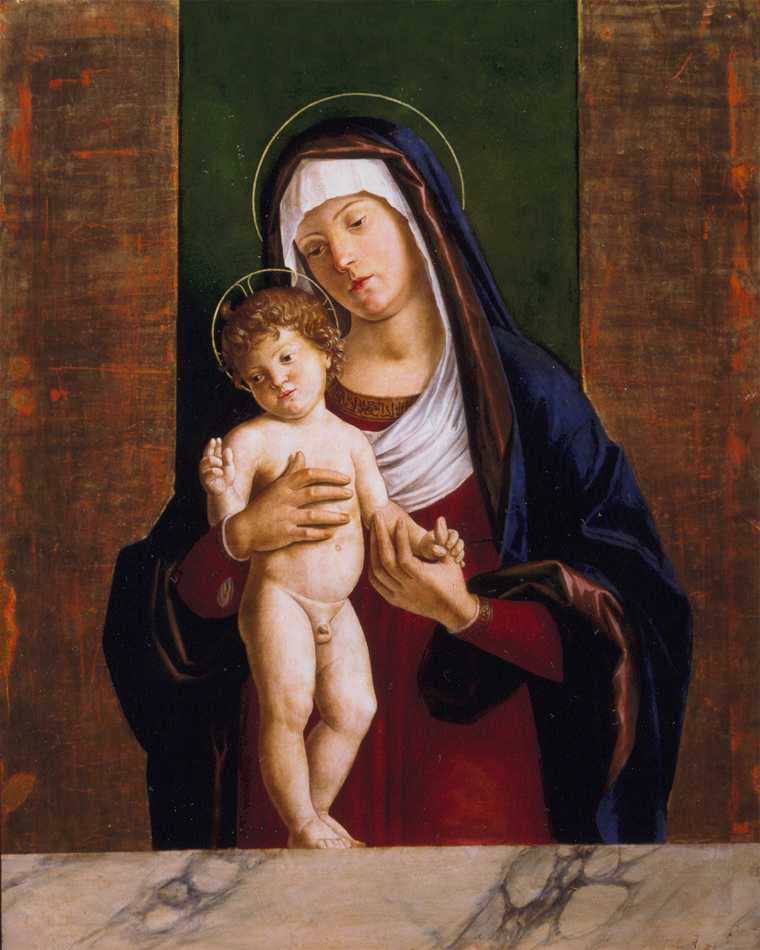
Madonna col Bambino

## Le tavole

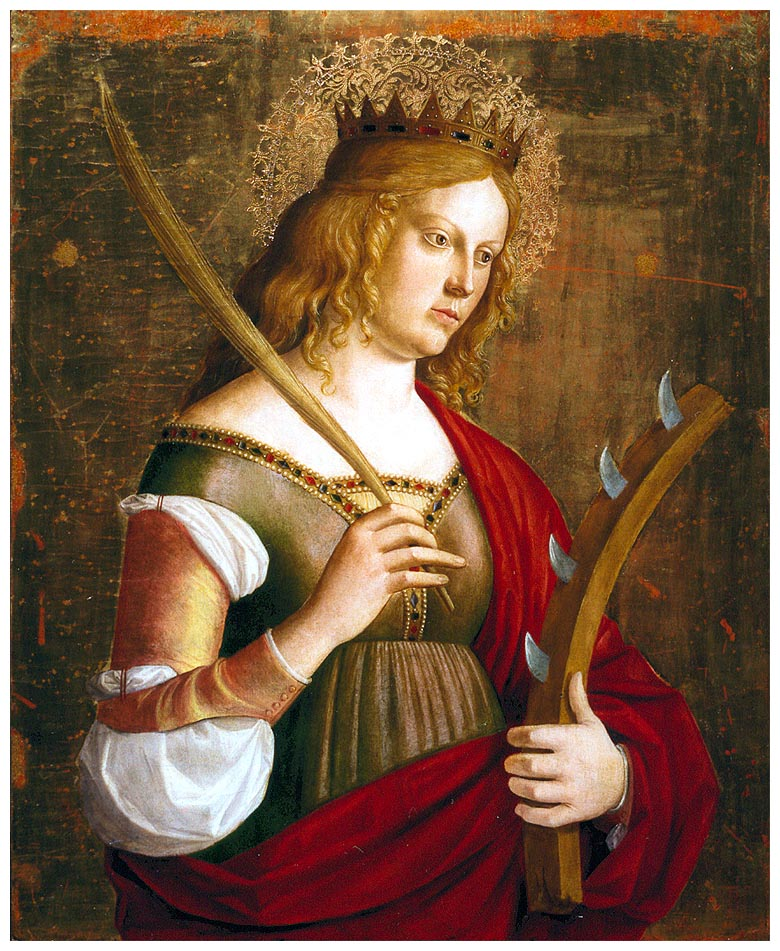
Santa Caterina d'Alessandria
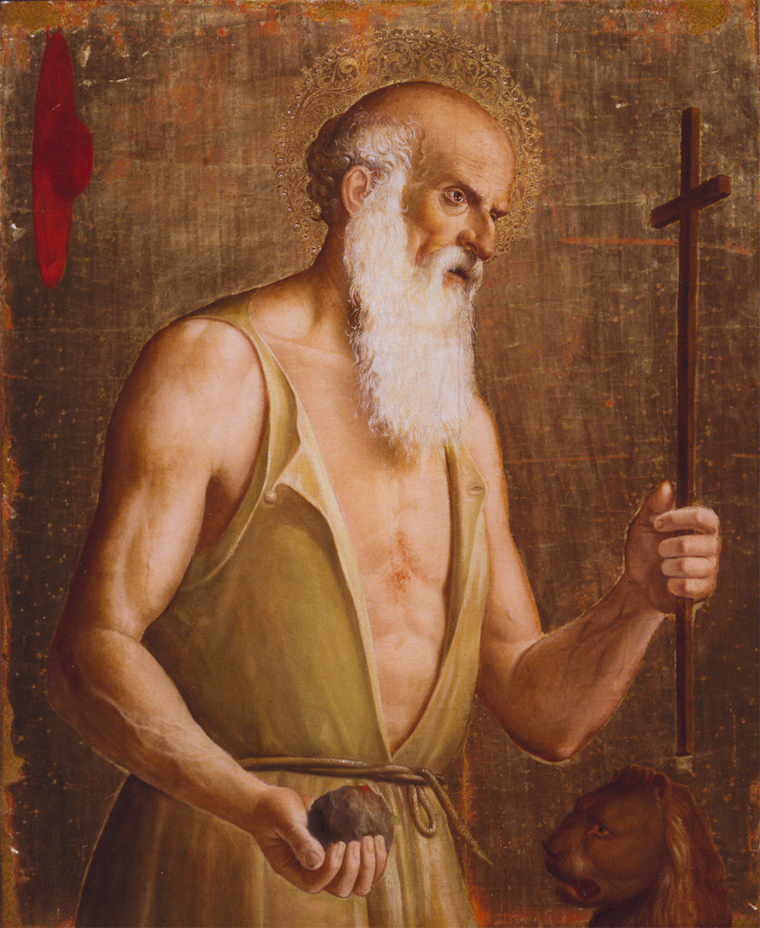
San Girolamo
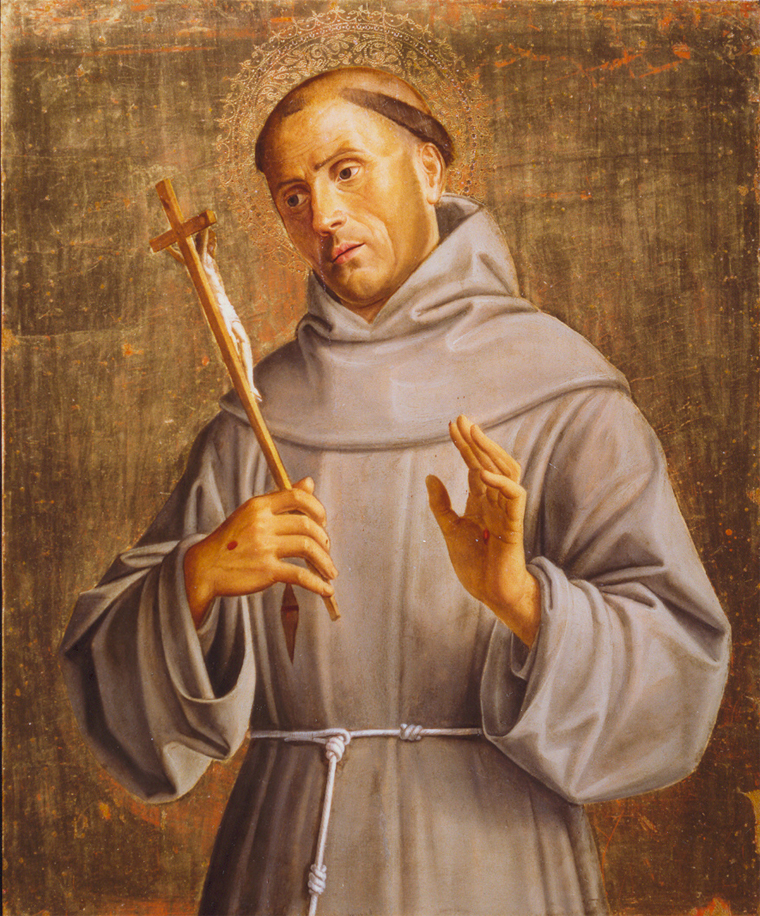
San Francesco d'Assisi
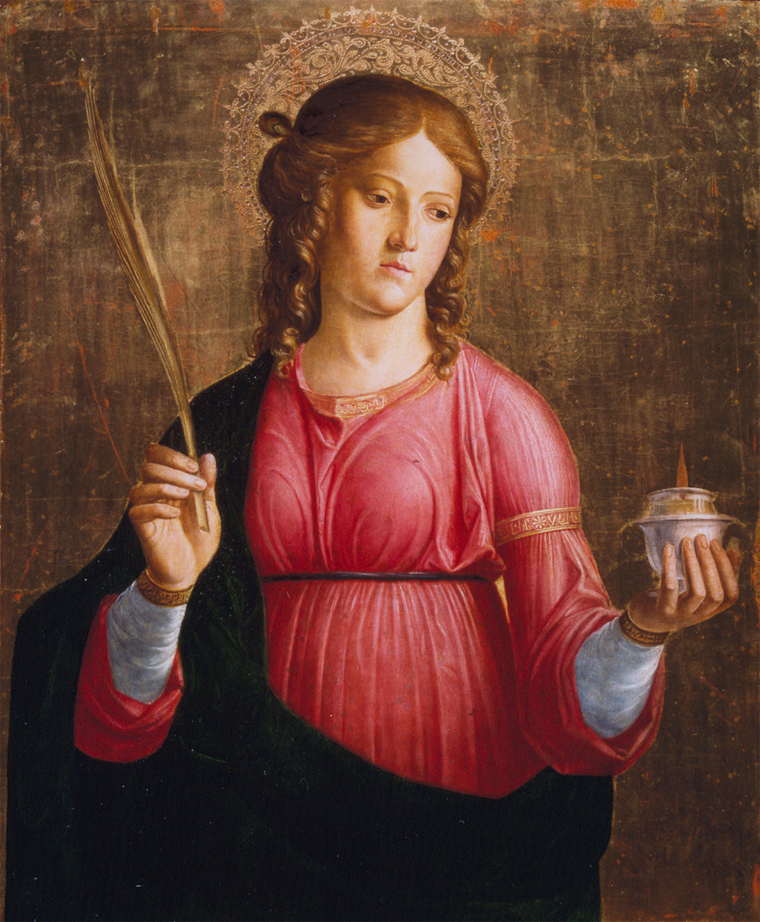
Santa Lucia

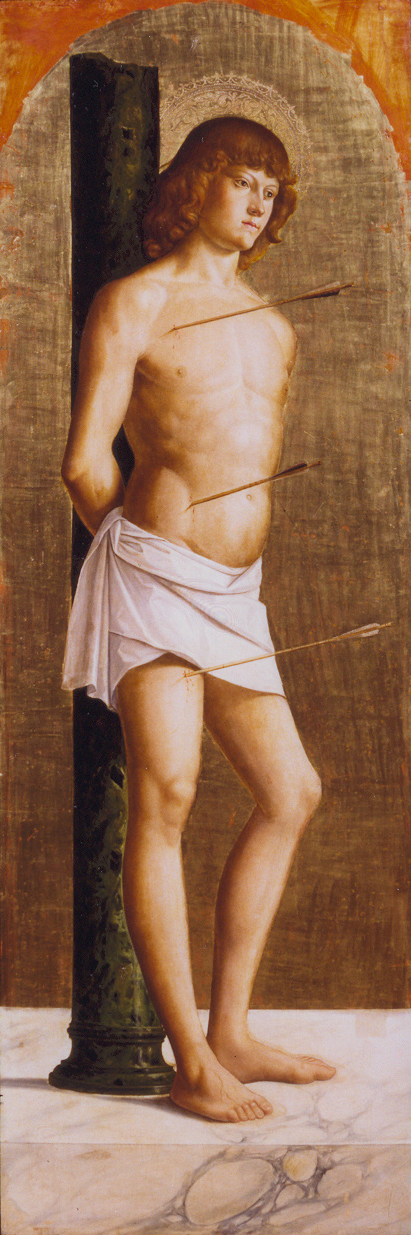
San Sebastiano
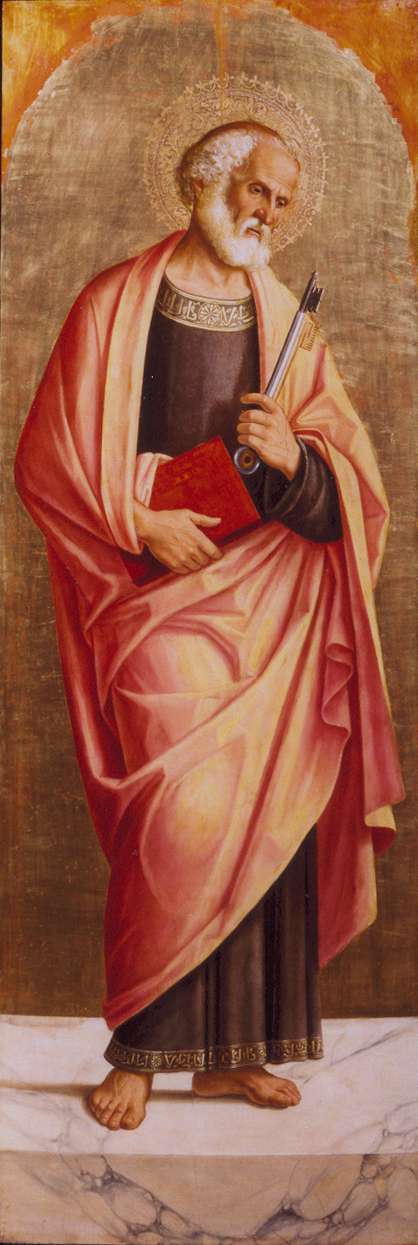
San Pietro
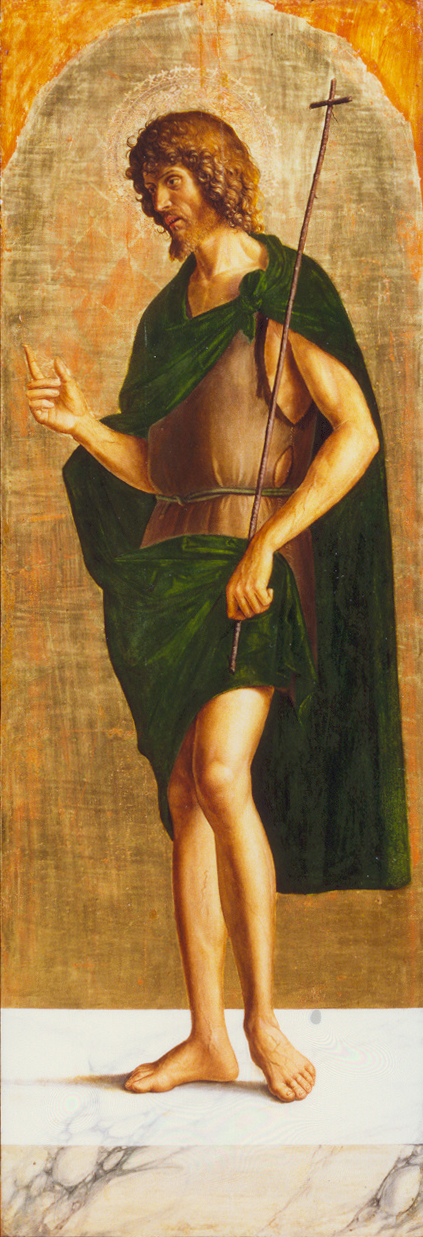
San Giovanni Battista
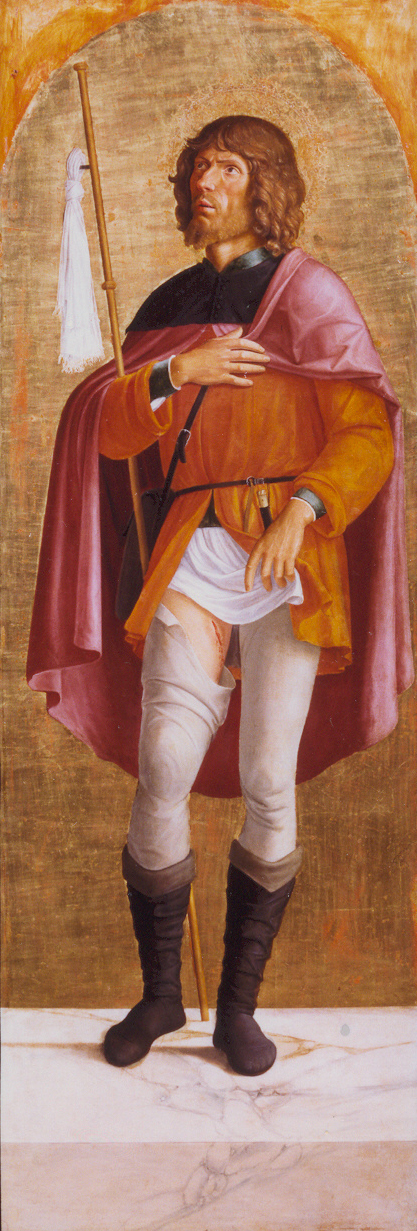
San Rocco